# Przewalskia tangutica
Przewalskia tangutica är en potatisväxtart som beskrevs av Maximowicz. Przewalskia tangutica ingår i släktet Przewalskia och familjen potatisväxter. Inga underarter finns listade i Catalogue of Life.